# 3893 DeLaeter
DeLaeter (asteróide 3893) é um asteróide da cintura principal, a 1,7842891 UA. Possui uma excentricidade de 0,2635201 e um período orbital de 1 377,38 dias (3,77 anos).
DeLaeter tem uma velocidade orbital média de 19,13553401 km/s e uma inclinação de 23,08954º.
Este asteróide foi descoberto em 20 de Março de 1980 por Michael Candy.